# Trigonouva
Trigonouva es un género de foraminífero bentónico normalmente considerado un subgénero de Hofkeruva, es decir, Hofkeruva (Trigonouva) de la subfamilia Uvigerininae, de la familia Uvigerinidae, de la superfamilia Buliminoidea, del suborden Buliminina y del orden Buliminida. Su especie tipo es Hofkeruva (Trigonouva) zeacuminata. Su rango cronoestratigráfico abarca desde el Whaingaroense (Oligoceno inferior) hasta el Opoitiense (Plioceno inferior).

## Discusión
Trigonouva ha sido considerado un sinónimo posterior de Hofkeruva. Clasificaciones previas incluían Trigonouva en el suborden Rotaliina del orden Rotaliida.

## Clasificación
Trigonouva incluye a las siguientes especies:
- Trigonouva maynei †, también considerado como Hofkeruva (Trigonouva) maynei †
- Trigonouva dorreeni †, también considerado como Hofkeruva (Trigonouva) dorreeni †
- Trigonouva gargantua †, también considerado como Hofkeruva (Trigonouva) gargantua †
- Trigonouva miozea †, también considerado como Hofkeruva (Trigonouva) miozea †
- Trigonouva pliozea †, también considerado como Hofkeruva (Trigonouva) pliozea †
- Trigonouva zeacuminata †, también considerado como Hofkeruva (Trigonouva) zeacuminata †